# First and Last and Always
Albums de The Sisters of Mercy
Floodland
(1987)
Singles
1. Walk Away
Sortie : octobre 1984
2. No Time to Cry
Sortie : mars 1985

First and Last and Always est le premier album du groupe britannique The Sisters of Mercy, sorti le 11 mars 1985. 
Selon le magazine allemand Sonic Seducer, il est considéré comme un "pilier de la culture goth" et fait partie d'une liste de "10 albums clés de la scène gothique".
L'album est réédité en 2006 en version remastérisée avec des titres bonus dont la plupart sont issus des faces B des deux singles extraits de l'album, Walk Away et No Time to Cry. 

## Liste des titres

### Version originale
Toutes les paroles sont écrites par Andrew Eldritch.
| 1. | Black Planet            | Wayne Hussey                       | 4:26 |
| 2. | Walk Away               | Hussey                             | 3:25 |
| 3. | No Time to Cry          | - Craig Adams - Hussey - Gary Marx | 4:02 |
| 4. | A Rock and a Hard Place | Hussey                             | 3:33 |
| 5. | Marian (Version)        | Hussey                             | 5:44 |

| 6.  | First and Last and Always | Marx                        | 4:02 |
| 7.  | Possession                | - Adams - Eldritch - Hussey | 4:38 |
| 8.  | Nine While Nine           | Marx                        | 4:12 |
| 9.  | Amphetamine Logic         | Marx                        | 4:53 |
| 10. | Some Kind of Stranger     | Marx                        | 7:34 |

### Version CD remastérisée (2006)
Liste des pistes 1 à 10 identique à l'édition originale. 
Toutes les paroles sont écrites par Andrew Eldritch sauf Poison Door écrite par Gary Marx.
| 11. | Poison Door (face B du single Walk Away)                               | Marx     | 3:41 |
| 12. | On the Wire (face B du maxi Walk Away)                                 | Eldritch | 4:21 |
| 13. | Blood Money (face B du single No Time to Cry)                          | Hussey   | 3:13 |
| 14. | Bury Me Deep (face B du maxi No Time to Cry)                           | Eldritch | 4:44 |
| 15. | Long Train                                                             | Eldritch | 7:30 |
| 16. | Some Kind of Stranger (Early) (première version inédite de la chanson) | Marx     | 8:38 |

- Note : le titre Long Train apparaît à l'origine sur un flexidisc vendu avec une édition limitée du maxi Walk Away[3].

## Musiciens
- Andrew Eldritch : chant
- Craig Adams : basse
- Wayne Hussey : guitares
- Gary Marx : guitares
- Doktor Avalanche : boîte à rythmes

## Classements hebdomadaires
| Classement (1985)             | Meilleure place |
| ----------------------------- | --------------- |
| Allemagne (Media Control AG)  | 40              |
| Royaume-Uni (UK Albums Chart) | 14              |
| Suède (Sverigetopplistan)     | 23              |

## Certifications
| Pays              | Certifications | Unités certifiées |
| ----------------- | -------------- | ----------------- |
| Allemagne (BVMI)  | Or             | 250 000           |
| Royaume-Uni (BPI) | Or             | 100 000           |